# 萊利切尼鄉

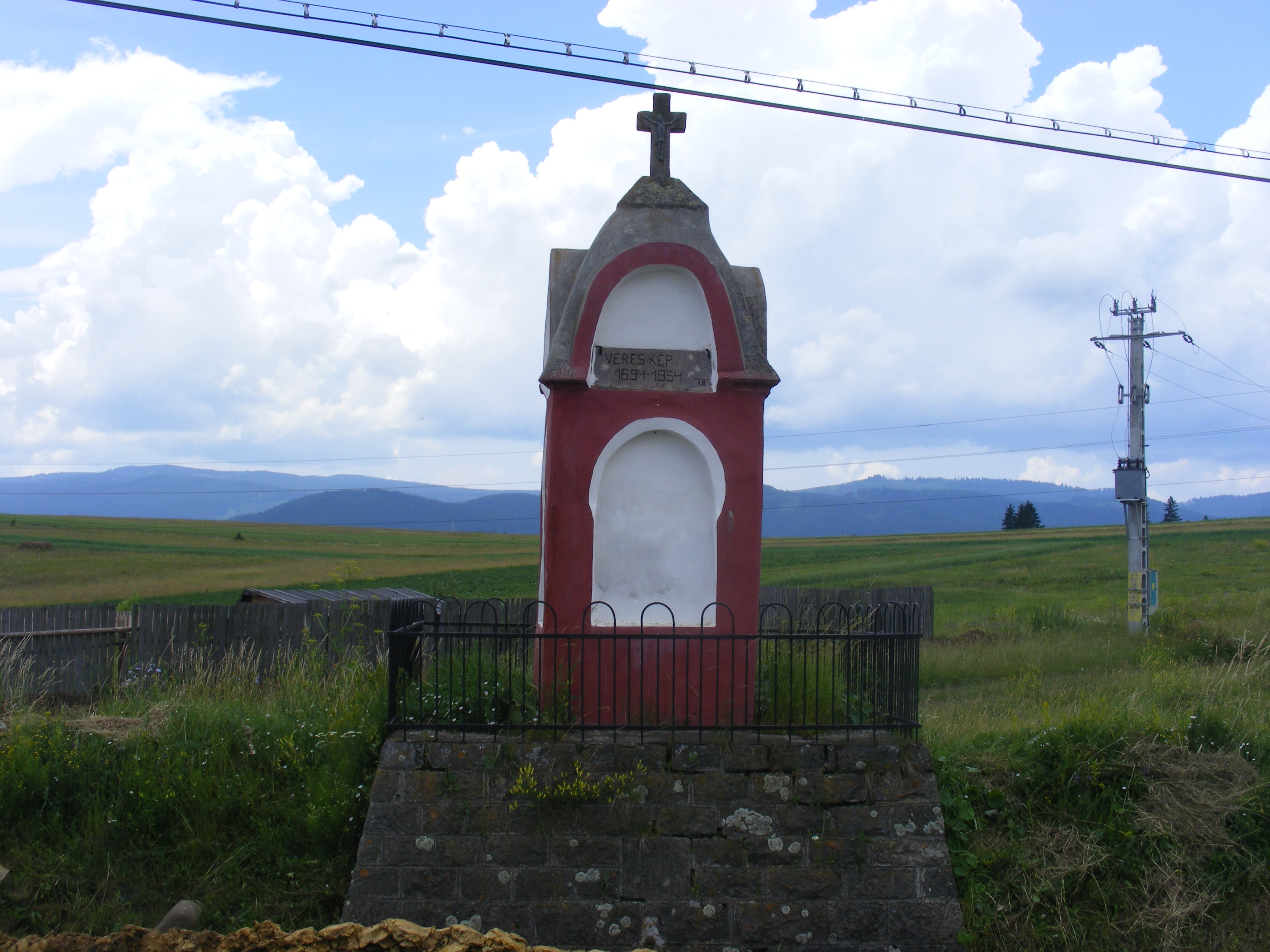

46°21′0″N 25°51′0″E / 46.35000°N 25.85000°E
萊利切尼鄉（羅馬尼亞語：Comuna Leliceni, Harghita），是羅馬尼亞的鄉份，位於該國中部，由哈爾吉塔縣負責管轄，面積37平方公里，海拔高度723米，2007年人口1,814，人口密度每平方公里49人。